# НЛО в главата
„НЛО в главата“ (на английски: Headspace) е компютърно-анимиран филм от 2023 г. на режисьорите Пол Мейър и Герхард Пейнтър, който са съсценаристи с Даниел Бъкланд и Роналд Хенри и съпродуценти с Дъми Гъмби и Катарина Уейнек.

## Актьорски състав
- Бонко Кхоза – Норман[1]
- Роберто Помбо – Върджил[1]
- Крис ван Ренсбърг – Макс/Бит/Байт/г-н Андерсън[1]
- Джана Лау – Софи[1]
- Джеймс Карнс – Гюс/Алехандро/Полицай[1]
- Зак Хендрикз – Золтхард[1]
- Хосе Домингос – Майк[1]
- Динео ди Тойт – Санди[1]
- Мишел дю Плесис – Франки[1]
- Спарки Хулу – господин Ернандез[1]
- Нелиса Нгкобо – Шарлийн[1]
- Диан Симпсън – Рецепционистка[1]

## В България
В България филмът излиза по кината на 17 ноември 2023 г. от „Про Филмс“.